# Geografie zemědělství
Geografie zemědělství je obor, který spadá do ekonomické geografie. Jedná se také mimo jiné i o nejstarší obor z řad ekonomické geografie a zasahuje z velké části do oborů jako je biologie nebo ekologie.Předmětem studia je převážně rozmístění, jednotlivé formy, jejich zaměření, struktura a intenzita zemědělství. Setkáváme se zde s několika přístupy, jako například s geoekologickým, ekonomickým či sociologicko-psychologickým. Tyto přístupy mají různé metodologické postupy, avšak všechny si kladou za cíl objasnit zákonitosti zemědělsko-geografického členění.
Geografie zemědělství zkoumá také vztah zemědělství k socioekonomickým faktorům, jako je populace, trh a politika. Například vysoká hustota obyvatelstva v některých regionech může vést k intenzivnějšímu využívání půdy a intenzivnějšímu zemědělství, zatímco v řídce osídlených oblastech se může preferovat extenzivnější zemědělství.

## Vývoj
Počátky jsou datovány již ke konci 18. století. Mezi zakladatele patří Johann Heinrich von Thünen, který je znám především díky svému
prostorovému modelu hospodářství. Další významnou osobností byl Alexander von Humboldt, který byl pro své mimořádné nadání a přínos vědě, přezdíván „nový Aristoteles“. V 70. letech 19. století se postupně objevují celistvé metodické postupy a první využití statistických údajů z hospodářské oblasti. Začátkem 20. století se začínají zkoumat přírodní vlivy na zemědělskou produkci a podmínky rozmísťování zemědělské výroby. Po první světové válce se objevují diskuse na téma výživa pro všechny a ničení přírodních zdrojů. Po druhé světové válce založena organizace FAO, která se těmto tématům věnuje.
V posledních desetiletích se geografie zemědělství stále více zaměřuje na udržitelnost zemědělství a potravinářského průmyslu, zejména v reakci na globální změny klimatu a rostoucí poptávku po potravinách. Nové technologie, jako jsou precizní zemědělství a digitální zemědělství, se také staly důležitým tématem v geografii zemědělství, protože pomáhají optimalizovat využívání půdy a snižovat negativní vlivy zemědělství na životní prostředí.
Dalším významným trendem v geografii zemědělství je zvýšená pozornost věnovaná vztahu mezi zemědělskou produkcí a obyvatelstvem. S rostoucí populací a urbanizací se zvyšuje tlak na zemědělské plochy, což vede k potřebě optimalizace produkce a využívání půdy. Zemědělské oblasti jsou také stále více ovlivňovány vlivy globalizace a změnami v obchodních vzorcích, což vede k potřebě studovat tyto vztahy a jejich dopady na zemědělství.
Celkově lze říci, že geografie zemědělství v posledních letech prošla významným vývojem, který odráží rostoucí důraz na udržitelnost, nové technologie a vztahy mezi zemědělskou produkcí a obyvatelstvem.

## Zemědělská výroba
Zemědělská výroba je jedním ze sektorů materiální výroby, jejíž výsledné produkty vznikly působením člověka na přírodu. V souvislosti s průmyslovou revolucí obecně klesá podíl zemědělství v celkové světové produkci materiálních statků. Význam zemědělské výroby je přikládán jako hlavní příjem potravy pro celou světovou populaci (zdrojem obživy může být dále rybářství). Kvůli podílu zaměstnanců v zemědělské sféře lze obecně rozdělovat státy na vyspělé a rozvojové, protože ve vyspělých státech se podíl zaměstnanců pohybuje mezi 2–10 %, zatímco v některých rozvojových zemích je to až 75 %. Indikátorem pokrokového zemědělství v dané zemi je především převaha živočišné výroby nad rostlinnou.

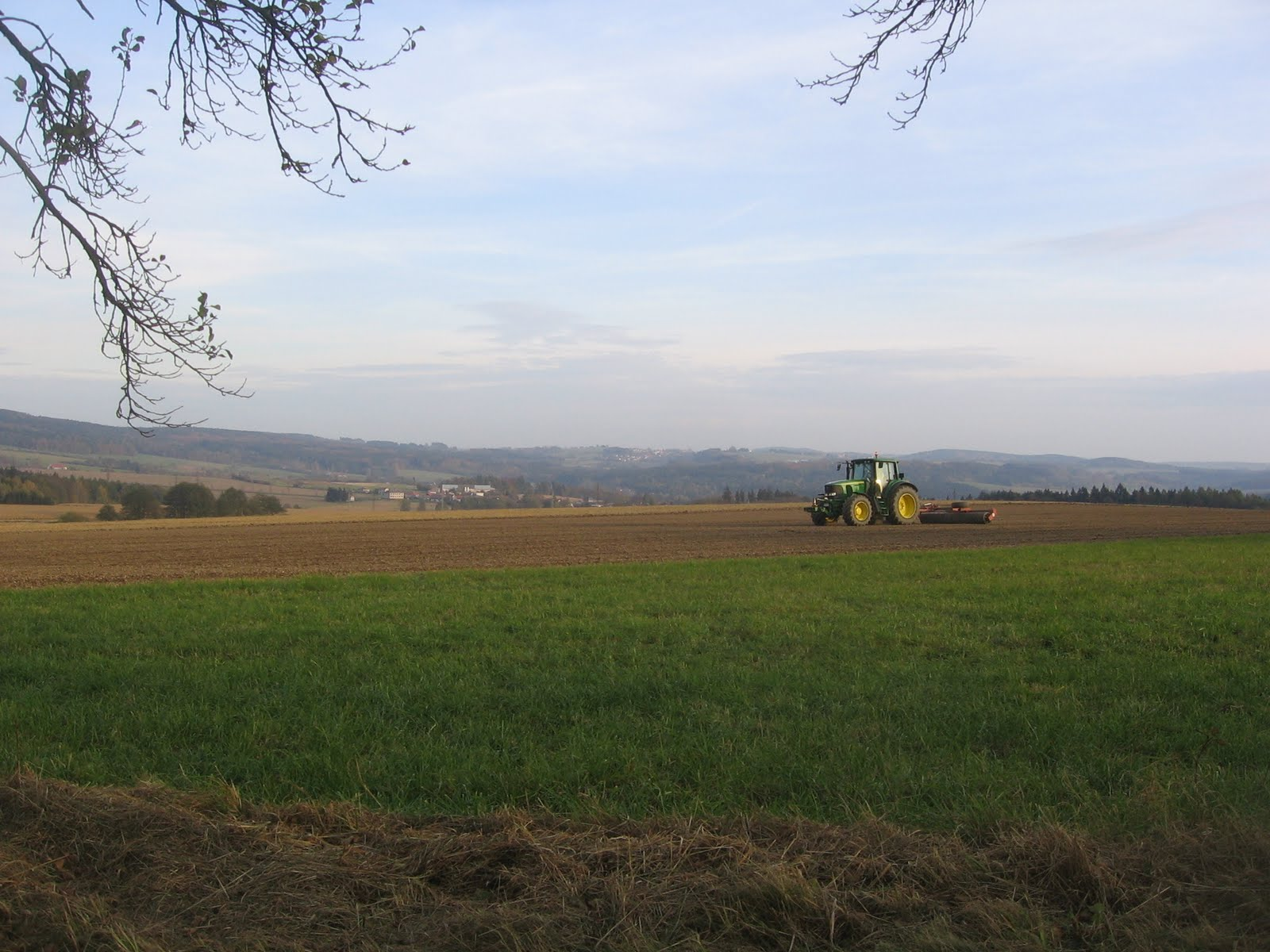

### Využití země
- Zemědělská půda (orná půda, louky, pastviny)
- Lesní půda (zalesněné plochy)
- Ostatní (hory, pouště, vodstvo)

Na celém světě tvoří zemědělská půda kolem 1,87 miliardy hektarů. V některých zemích je půda dělena podle své kvality. V ČR získává každá půda agroekologickou a ekonomickou charakteristiku a dělí se dále do bonitovaných půdně ekologických jednotek.

## Rostlinná výroba
Je pěstování zemědělských plodin za účelem výroby potravin a krmiv pro zvířata. Typická je rostlinná výroba v zemích, které se nacházejí v mírném pásu (USA, většina Evropy, Rusko, Austrálie). Tento typ zemědělské výroby je mimořádně náročný na prostor – je potřeba mnoha tisíc hektarů orné půdy, aby mohlo být vyprodukováno dostatečné množství plodin pro uspokojení poptávky. K obdělávání takto obrovských oblastí je také zapotřebí velmi nákladná těžká technika. Kvůli vysoké ceně těchto strojů je pro zemědělské podniky výnosnost plodin na prvním místě. Často se proto uchylují k používání chemických přípravků na podporu růstu rostlin, nebo herbicidů, které však mohou negativně ovlivňovat zdraví konzumentů. K nejčastěji pěstovaným plodinám patří například pšenice (exportní plodina č. 1), ječmen, oves a žito, brambory, nebo řepka olejná. Kromě těchto plodin je také rostlinná výroba zdrojem některých surovin pro farmaceutický průmysl (např. pěstování ostropestřce mariánského).
V posledních letech dochází k výrazným změnám v rostlinné výrobě. Jednak se zvyšuje důraz na udržitelnost a ochranu životního prostředí, což vede ke vzniku ekologického a integrovaného zemědělství a snižování použití hnojiv a pesticidů. Na druhé straně se v oblasti pěstování plodin rozvíjí moderní technologie, jako je například precizní zemědělství, které využívá drony, senzory a umělou inteligenci k optimalizaci pěstování plodin. Dalším tématem, které je v rostlinné výrobě významné, jsou geneticky modifikované organismy (GMO), které vyvolávají debaty a kontroverze ohledně jejich bezpečnosti a účinnosti. Tyto plodiny se využívají k výrobě biopaliv, ale také k produkci potravin a krmiv. Celkově lze říci, že rostlinná výroba hraje klíčovou roli v zemědělství a potravinářském průmyslu a stále se vyvíjí s ohledem na moderní technologie a udržitelnost.

## Živočišná výroba

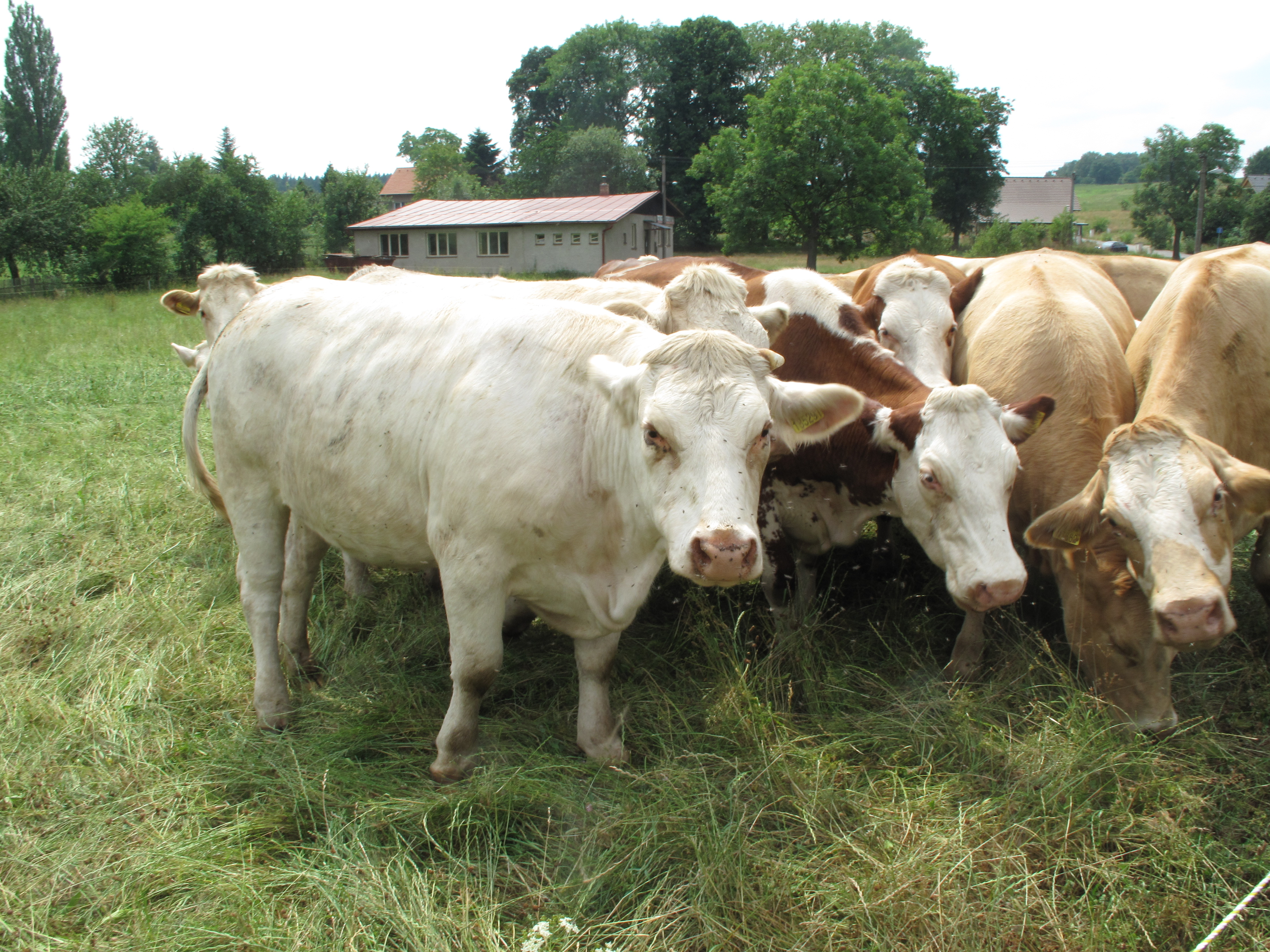

Živočišná výroba je důležitou součástí zemědělství a potravinářského průmyslu. Tato výroba zahrnuje chov hospodářských zvířat pro produkci masa, mléka a dalších živočišných produktů, jako jsou vejce, med nebo vlna. V posledních letech je kladen velký důraz na zlepšování podmínek pro chov hospodářských zvířat s ohledem na jejich pohodu a ochranu jejich zdraví. K tomu patří například zajištění dostatečného prostoru pro zvířata, kvalitního krmiva, veterinární péče a prevence proti nemocem.
Je zaměřena jednak na chov dobytka a jednak na pěstování plodin, které slouží jako krmivo pro dobytek (např. krmná kukuřice). Živočišná výroba je zastoupena v místech, kde není dostatek úrodné půdy pro uspokojení potřeb rostlinné výroby. Typickými oblastmi, kde chov hospodářských zvířat převažuje nad rostlinnou výrobou jsou například státy Středního východu, Argentina, Uruguay, jižní Afrika, nebo Nový Zéland. Chov dobytka a turu je o poznání méně náročný na prostor, než pěstování plodin, protože v podstatě je nutná pouze budova na jeho ustájení. Na druhou stranu je finanční náročnost navyšována náklady, které souvisí s péčí o dobytek (krmivo, očkování proti nemocem, likvidace mrvy, atd).
Zvýšená pozornost je věnována také otázkám životního prostředí, jako je snižování emisí skleníkových plynů, minimalizace produkce odpadů a snižování využívání přírodních zdrojů. Kromě toho se v posledních letech objevují nové technologie v oblasti chovu hospodářských zvířat, jako je například precizní chov, který využívá senzory a umělou inteligenci k monitorování zdraví zvířat a zajištění optimálních podmínek pro jejich růst a vývoj.
Dalším tématem, které je v současnosti diskutováno v živočišné výrobě, jsou alternativní zdroje živočišných bílkovin, jako jsou hmyzí proteiny nebo rostlinné bílkoviny, které mohou nahradit tradiční zdroje živočišných bílkovin a snížit tak dopad živočišné výroby na životní prostředí. Celkově lze tedy říci, že živočišná výroba je v současnosti významným tématem a vyvíjí se s ohledem na zlepšování podmínek pro zvířata, ochranu životního prostředí a nové technologie.

## Agrární politika
Agrární politika (nebo také zemědělská politika) je zaměřena na produkci potravin, zvyšování zemědělské produkce co do kvality i množství a zabezpečení životní úrovně zemědělců. Mimo to také kontroluje pohyb potravin na mezinárodní úrovni a zajišťuje jejich cenové mantinely. Tyto uměle vytvořené mantinely jsou zemědělským podnikům kompenzovány formou dotací, které se i přes jejich obrovskou finanční náročnost stále využívají.

Současné rozdíly v rámci podpory agrárních sektorů jsou způsobené historicky rozdílnými podmínkami pro zemědělství v USA a Evropě. Počátek agrární struktury nebyl zatížen feudálním uspořádáním. V počátcích se USA soustředilo na zpřístupnění půdy pro hospodářské využití v rámci podpory soukromého vlastnictví. Později došlo ke vzniku státem podporovaných zemědělských středisek, ty byly určeny pro získání a poskytování nejnovějších poznatků z vědy a výzkumu farmářům. Vlivem státní podpory došlo k ke snížení počtu pracovníků v zemědělství z 94% v roce 1790 na 25% v roce 1933 a produkce zemědělského sektoru se mezi lety 1880 a 1930 zdvojnásobila. Již koncem 19. století bylo možné vyvážet přebytky vzniklé efektivnější produkcí a rychlým nárůstem produkce do Evropy.
Dnešní agrární politika USA se zaměřuje na podporu amerických zemědělců a udržitelného zemědělství. V roce 2018 byl přijat zákon o zemědělství (Farm Bill), který stanovuje agrární politiku pro následujících pět let. Farm Bill se zabývá ochranou zemědělské půdy a vody, podporou tradičních zemědělských oblastí a podporou drobných zemědělců. Dále také poskytuje prostředky pro zlepšení infrastruktury na venkově - silnice, mosty, telekomunikační sítě. V roce 2021 byla Bidenovou administrativou přijata agrární politika, která klade větší důraz na ochranu klimatu a podporu menších zemědělských podniků. Mimo to podporuje také rozvoj lokálních trhů a programů pro zajištění potravin.
Evropa se v minulosti soustředila především na předejití levným dovozům pomocí uvalení cel na dovoz. Dopady na příjmy evropských producentů se snižíly, ale vývoj cen zemědělských produktů v Evropě se odtrhnul od světových cen. Během ekonomické krize, i přestože většina evropských zemí byla v pozici importérů, země uchýlily ke zvýšení celních bariér. Vlivem toho dosáhly ceny obilovin a cukru troj a vícenásobných hodnot oproti světovým cenám. Většina evropských států razila ochranářskou zemědělskou politiku a vlády zasahovaly do přirozeného vývoje v tomto sektoru.
Současná agrární politika Evropské unie se soustředí především na podporu udržitelného zemědělství a ochranu životního prostředí. V roce 2020 byla schválena reforma společné zemědělské politiky (SZP) pro roky 2023-2027. SZP zaměřuje pomoc a podporu na zemědělce, kteří se sanží chránit půdu, vodu a biodiverzitu. Dále poslouží k podpoře modernizace zemdělských podniků a rozvoj venkova. EU také podporuje rozvoj trvale udržitelného zemědělství v zahraničí, například v subsaharské Africe.

## Světová výživa v číslech
Podle aktuálních statistik je na světě přibližně 821 milionů podvyživených lidí. Mnohem vyšší počet lidí, konkrétně 1,2 miliardy lidí, nemá přístup ke kvalitní pitné vodě. Tato problematika je spojena především s obrovským nárůstem světové populace a neefektivním hospodářstvím v rozvojových zemích. S tím je spojena i vysoká úmrtnost novorozenců, pro které je výživa obzvláště důležitá. Tímto globálním problémem se zabývá řada organizací, například FAO.